# Passiflora subpeltata
Passiflora subpeltata is een passiebloem met spierwitte bloemen. Deze soort wordt vaak verward met Passiflora eichleriana die echter grotere witte bloemen heeft en in het zuidoosten van Brazilië en Paraguay voorkomt. Het oorspronkelijke verspreidingsgebied van Passiflora subpeltata ligt van Centraal-Mexico tot Guatemala op hoogtes van 1100-3100 m. Tevens komt hij onder andere verwilderd voor in Brits-West-Indië, Hawaï, Zimbabwe, Maleisië, Tonga en Australië (onder andere in New South Wales en Queensland).
De plant heeft onbehaarde, dunne, buisvormige, tot 3 m lange stengels. De plant klimt met behulp van ranken die in de bladoksels ontspringen, waar ze worden geflankeerd door steunblaadjes. De zachte, afwisselend geplaatste bladeren zijn afgerond drielobbig en 4–12 × 5–15 cm groot.
De bloemsteel is tot 6 cm lang en staat meestal solitair in de bladoksels, maar soms in paren. De 4–5,5 cm brede bloemen zijn puurwit en blijven vaak twee dagen open. De kelkbladeren zijn wit aan de binnenzijde, groen aan de buitenzijde en tot 3 x 1 cm groot en hebben een tot 1,3 cm grote kafnaald. De kroonbladeren zijn wit en tot 3 × 0,7 cm groot. De corona bestaat uit vijf rijen. De buitenste twee rijen zijn wit en 1,5-2 cm lang, waarbij de buitenste rij altijd de langste is. De binnenste rijen zijn 2-4 mm lang.
De plant is zelfbestuivend en kan dus vruchten zetten met zijn eigen stuifmeel. De vruchten zijn bolvormig tot ellipsoïd, 4-6 × 2,5-4 cm groot en rijpen van groen naar groenachtig geel
Passiflora subpeltata kan in België en Nederland in de zomer buiten worden gehouden en in de rest van het jaar kan hij in de vensterbank worden gehouden. Hij kan vermeerderd worden door zaaien of stekken.

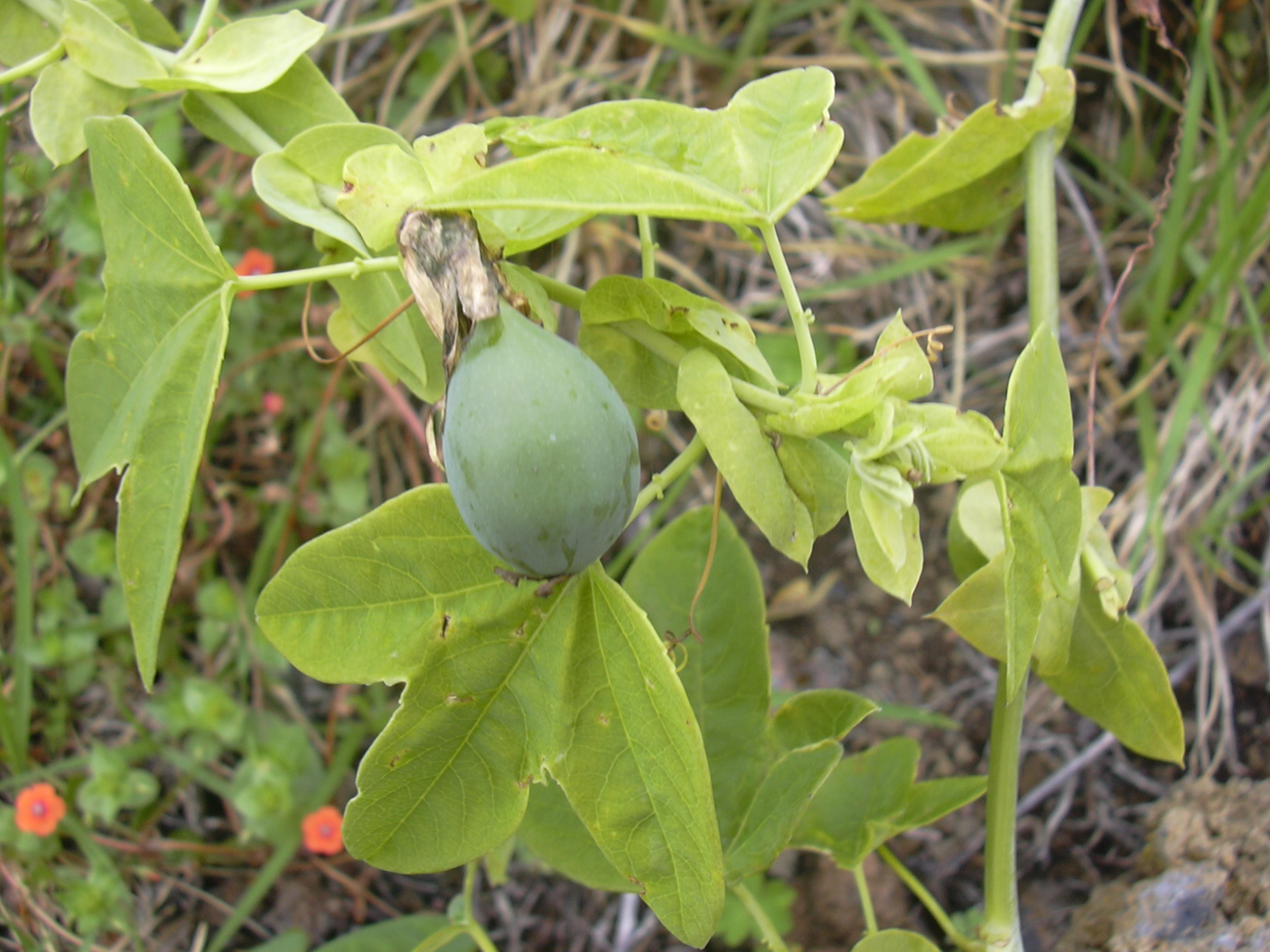
Onrijpe vrucht

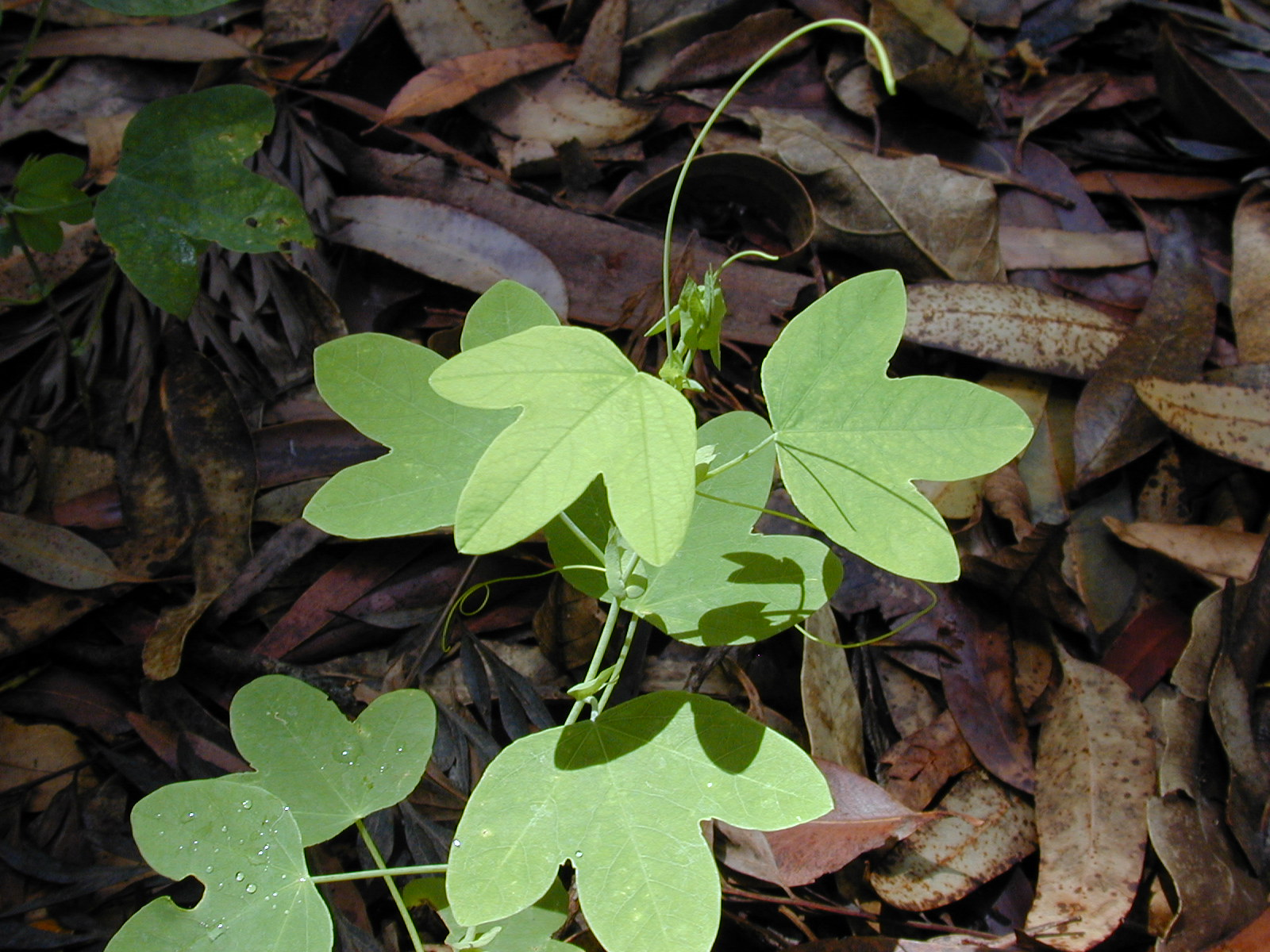
Jonge plant